# 박명관
박명관(朴明官, 1961년 3월 18일~)은 대한민국의 언어학자이다.

## 학력 및 경력
1987년, 동국대학교 영어영문학과를 졸업하였으며, 1989년, 동대학원 영어영문학과에서 석사학위를 취득한 후 1992년, 미국 코네티컷 대학교에서 다시 석사학위를 취득하였으며, 1994년, 〈한국어 동사굴절의 형태 통사 연구(A Morpho-syntactic Study of Korean Verbal Inflections)〉라는 논문으로 코네티컷 대학교에서 박사학위를 취득하였다.
1995년부터 현재, 동국대학교 영어영문학부 영어통번역학전공 소속 교수로 재직중이다. 담당과목은 영어학입문, 실용영문법, 영어형태론과 어원이며 주 연구분야는 형태통사론과 신경언어학이다.
2011년에서 2012년까지는 한국생성문법학회 학회장을 역임하였다.

## 저서
- 《초보자를 위한 언어학개론》(공역) (2007)
- 《풀어쓴 영문법》 (2003)
- 《허사총론》 (공저)(2002)
- 《최소주의 언어이론》(공역) (1998)
- 《ERP-기반 신경통사론: 한국인 L2 영어 화자에 의한 문장 처리 과정에서의 통사-의미 상호작용》 (2018) 뇌파연구에 쓰는 ERP(Event-Related Potential)기법을 신경언어학에 응용하였다.